# San Bernardo alle Terme
Die Kirche San Bernardo alle Terme (lateinisch Sancti Bernardi ad Thermas) ist eine Klosterkirche der Zisterzienser, Titelkirche und ehemalige Pfarrkirche in Rom.

## Geschichte und Ausstattung

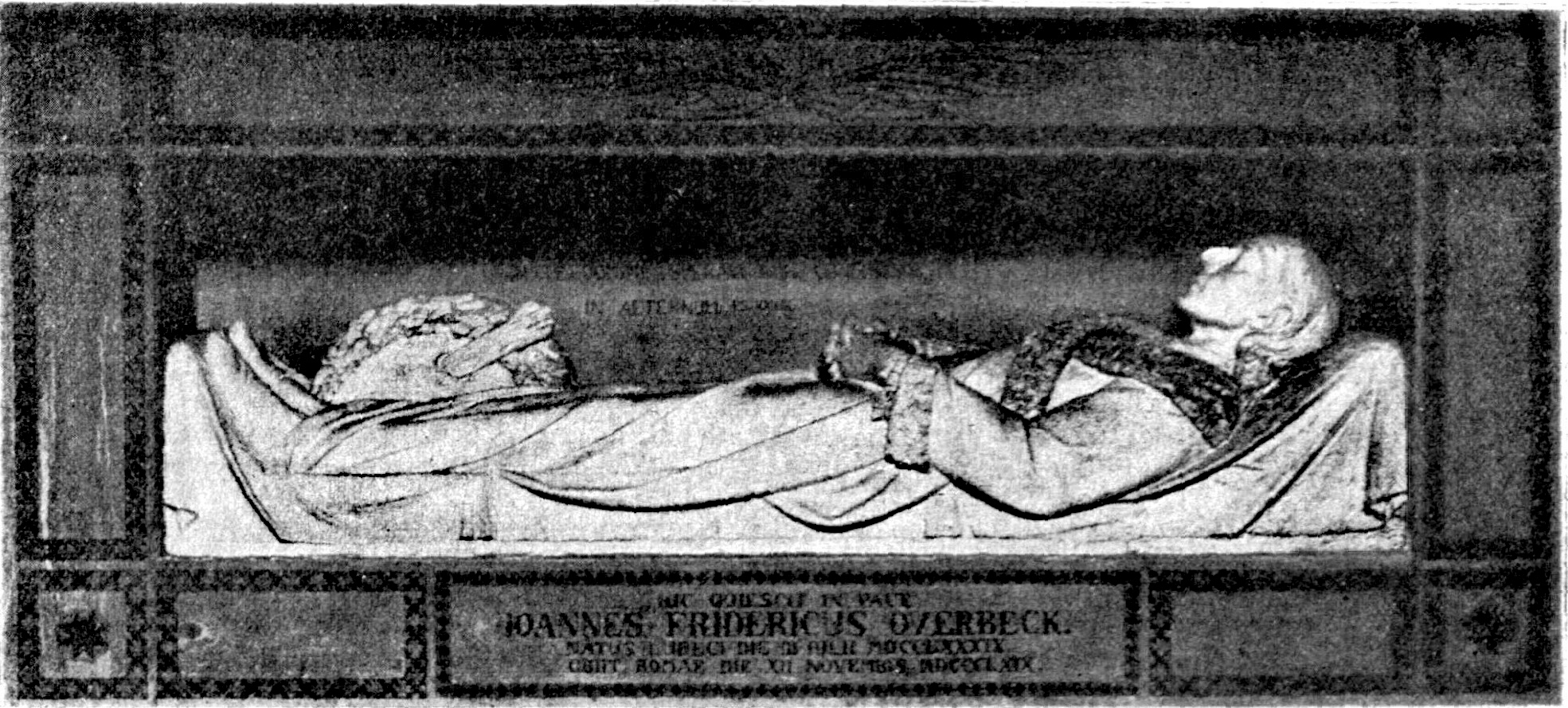
Overbecks Grabmal, ausgeführt von C. Hoffmann

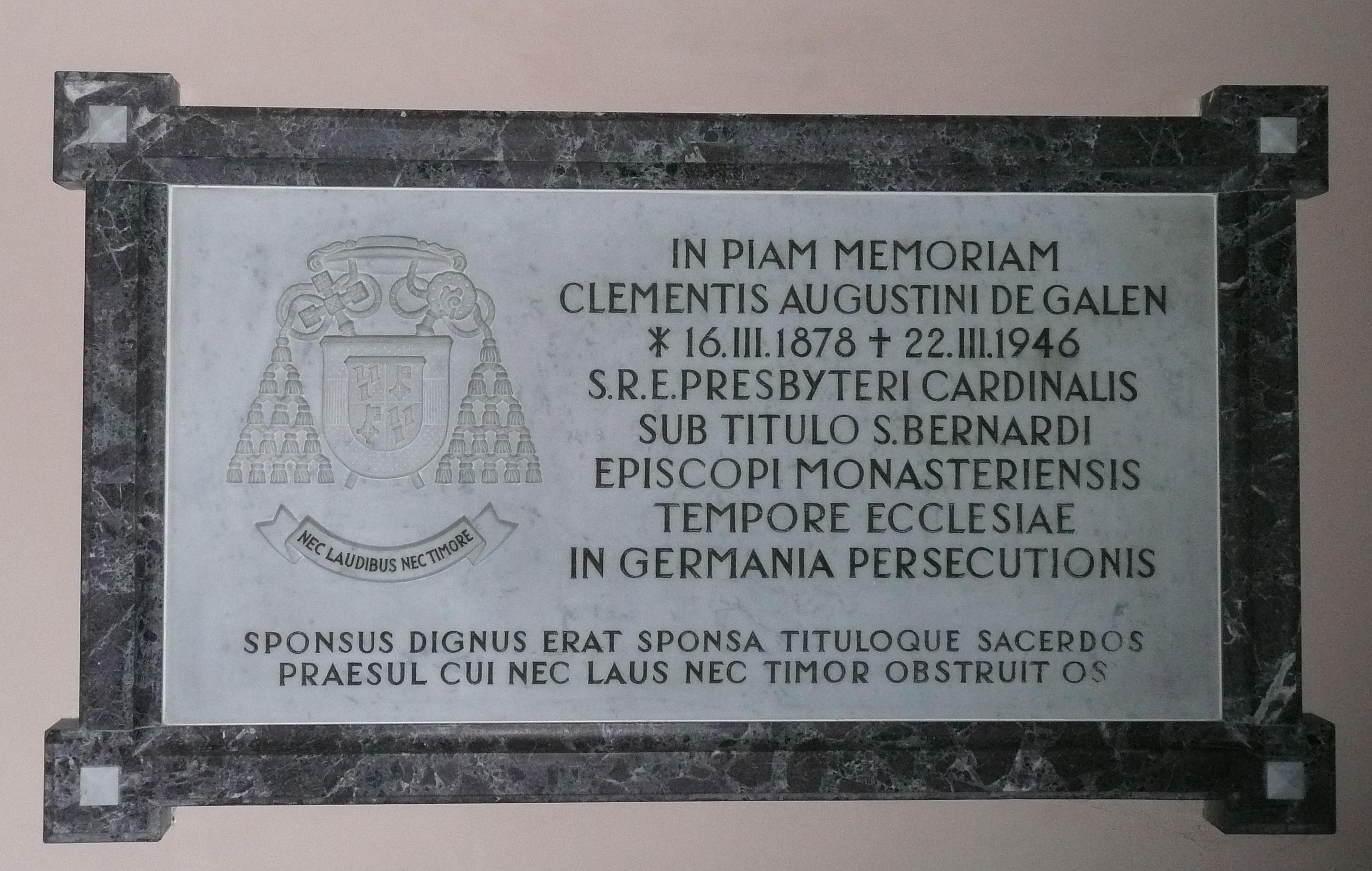
Erinnerungstafel für Clemens August Graf von Galen

Die Kirche war ursprünglich der südwestliche Eckturm der Umfassungsmauer der von 298 bis 306 n. Chr. erbauten Diokletiansthermen, ein Rundraum, der vielleicht als Sphaeristerium diente. Er ist fensterlos und erhält, vergleichbar dem Pantheon, sein Licht durch das Impluvium der Kuppel, die, dem Durchmesser des zylindrischen Raums entsprechend, eine Spannweite von 22 Metern hat.
Nachdem Caterina Sforza di S. Fiora – die Nichte von Papst Julius III., Schwester von Kardinal Robert Nobili und Mutter von Kardinal Francesco Nobili – am 4. Mai 1593 die Gärten (Horti Bellaiani) auf dem Gelände der ehemaligen Diokletiansthermen erworben hatte, stiftete sie diese 1594 dem Feuillantenorden, einem Abzweig der Zisterzienser. Diese Stiftung wurde 1595 durch Kardinalvikar Girolamo Rusticucci bestätigt. Im gleichen Jahr begann die Einrichtung der Klostergebäude. Nachdem die Klosterbauten 1598 vollendet wurden, begannen die Feuillanten aus dem antiken Rundbau eine Kirche zu bauen; sie wurde die im Jahre 1600 vollendet und unter das Patronat des heiligen Bernhard von Clairvaux gestellt. Die acht überlebensgroßen Statuen, unter anderen die heiligen Maria Magdalena und Hieronymus, in den Wandnischen wurden um 1600 von Camillo Mariani aus Vicenza geschaffen. Auf der Empore in der zentralen Apsis steht die Orgel.
Im Jahr 1600 verstarb der Ordensgründer Jean de la Barrière und wurde in San Bernardo bestattet. Im Jahre 1602 wurde die Kirche durch Kardinal Arnaud d’Ossat konsekriert. Die Stifterin Caterina Nobili verstarb am 12. Dezember 1605 und wurde ebenfalls in der Kirche begraben. Für Jean de la Barrière wurde 1626 ein Grabmal errichtet. Vinzenco Nobili, der Neffe der Stifterin, ließ 1647 die Cappella di San Francesco d’Assisi als Familienkapelle anbauen.
Am 19. Mai 1670 wurde San Bernardo alle Terme durch Clemens X. in das Verzeichnis der römischen Titelkirchen aufgenommen. In diesem Jahr erfuhr die Kirche auch ihre erste größere Restaurierung durch die Initiative ihres ersten Kardinalpriesters, Giovanni Bona. Das antike Mauerwerk wurde erhöht, die Ausstattung weitgehend erneuert, eine Orgel eingebaut und der Chor ausgebessert. Auch die Stuckverzierung und das Fresko des heiligen Bernhard von Clairvaux an der Außenfassade sind ein Ergebnis dieser Restaurierung.
Im Jahre 1710 gab Kardinal Giovanni Maria Gabrielli dem Künstler Giovanni Odazzi den Auftrag zu zwei Altarbildern für die Seitenaltäre.
Nachdem der Feuillantenorden im Zuge der Französischen Revolution untergegangen war, wurden die Kirche und das Kloster an die Zisterzienser übertragen und 1803 unter ihrem Abt Sisto Benigni erneut restauriert. 1824 wurde sie mit der Errichtung der gleichnamigen Pfarrei durch Papst Leo XII. zur Pfarrkirche erhoben.
1857 ließ Pius IX. die Kirche sanieren. Dabei musste die Kuppel wegen Einsturzgefahr umgestaltet werden und wurde in der heutigen Form mit einer Konstruktion aus Eisen und Glas bekrönt.
In der Cappella di San Francesco d’Assisi befindet sich das von Karl Hoffmann, Gatte von Overbecks Adoptivtochter, 1871 gefertigte Epitaph des 1869 dort beigesetzten Nazareners Johann Friedrich Overbeck.
Nachdem die Pfarrei durch Pius X. mit dem Apostolischen Schreiben Susceptum Deo Inspirante 1906 wieder aufgelöst wurde, verlor die Kirche auch ihren Status als Pfarrkirche. Seitdem befindet sie sich auf dem Territorium der Pfarrei Santa Maria degli Angeli e dei Martiri und ist Klosterkirche der Zisterzienserkongregation San Bernardo d’Italia. Anlässlich des Heiligen Jahres 2000 wurde die Kirche erneut aufwändig restauriert.